# Kommunikation, transport och samhälle
Kommunikation, transport och samhälle (KTS) är en civilingenjörsutbildning vid Linköpings tekniska högskola. Utbildningen är femårig (300 hp) och resulterar i en civilingenjör- och masterexamen. Utbildningen startades hösten 1997 och undervisningen är huvudsakligen förlagd på campus Norrköping. En tidigare benämning på programmet var Kommunikations- och transportsystem, även det med akronymen KTS.